# Antlers
Antlers è una città della Contea di Pushmataha, in Oklahoma. La popolazione al censimento del 2010 era di 2.453 persone residenti.